# Déclin et chute de l'empire freudien
Déclin et chute de l'empire freudien (première édition 1985 ; deuxième édition en 2004) est un livre du psychologue Hans Eysenck, dans lequel il critique Sigmund Freud, le fondateur de la psychanalyse. Eysenck soutient que la psychanalyse n'est pas scientifique.
Ce livre a reçu des critiques positives et négatives. Eysenck est salué pour sa démarche « rigoureusement scientifique », et critiqué pour sa théorie sur le traitement par le médecin Josef Breuer de la patiente Anna O.. Selon Eysenck, Anna O. souffrait de méningite tuberculeuse.

## Résumé
Eysenck soutient que la psychanalyse n'est pas scientifique, que ses théories ne reposent sur aucune base légitime d'observation ou d'expérimentation, et n'ont par conséquent que le statut de spéculation. Il soutient que la véracité de la théorie psychanalytique est vérifiable par des moyens empiriques traditionnels, et que dans tous les domaines où de tels tests ont été effectués, elle a échoué. Eysenck décrit Freud comme « un génie, non pas de la science, mais de la propagande, non pas de la preuve rigoureuse, mais de la persuasion, non pas de la conception d'expériences, mais de l'art littéraire ». Selon Eysenck, Freud a fait reculer d'une cinquantaine d'années l'étude de la psychologie et de la psychiatrie. Eysenck soutient aussi que les rêves que Freud cite dans L'Interprétation du rêve (1899) n'appuient pas vraiment ses théories, et que ces exemples cités par Freud réfutent en fait sa théorie autour des rêves. Eysenck décrit La Vie et l'Œuvre de Sigmund Freud (1953-1957) du psychanalyste Ernest Jones, comme la biographie « la plus célèbre » de Freud, mais la voit comme « plus une mythologie qu'une histoire, laissant de côté presque toutes les controverses et apportant de nombreuses modifications au portrait en supprimant des données et des éléments qui pourraient avoir une incidence défavorable sur Freud ». Eysenck accepte l'argument d'Elizabeth Thornton, présenté dans Freud and Cocaine (1983), également publié sous le titre The Freudian Fallacy, selon lequel la patiente de Breuer, Anna O., souffrait de méningite tuberculeuse,.

## Historique des publications
Déclin et chute de l'empire freudien est publié pour la première fois par Viking Press en 1985. Le livre a été publié ensuite par Pelican Books en 1986. En 2004, une édition révisée avec une préface de la veuve de Hans Eysenck, Sybil Eysenck, a été publiée par Transaction Publishers.

## Accueil
Déclin et chute de l'empire freudien a reçu des critiques positives de Paul Stuewe dans Quill & Quire et de Coline Covington dans le Journal of Analytical Psychology,, et des critiques négatives de David Berry dans New Statesman ainsi que de Vernon Hamilton dans le British Journal of Psychology,. Ce livre a également été commenté par le psychiatre Anthony Clare dans Nature, par le psychologue Stuart Sutherland dans le Times Higher Education, par Chris Brand dans Behaviour Research and Therapy et par Michael H. Pierre dans l'American Journal of Psychiatry.
Stuewe a qualifié l'approche d'Eysenck visant à tester la théorie psychanalytique de « rigoureusement scientifique ». Il a conclu que si Déclin et chute de l'empire freudien n'est pas susceptible de changer l'opinion de ceux qui acceptent la psychanalyse, il s'agit néanmoins « d'un défi controversé et largement convaincant à la validité scientifique de la psychanalyse et d'un défi si fortement écrit et argumenté avec lucidité que cela attirera certainement beaucoup l'attention du public ». Covington a crédité Eysenck d'avoir souligné l'existence de théories alternatives et « des preuves suggérant quelle théorie pourrait être la meilleure pour expliquer les faits établis ».
Berry a rejeté ce livre comme une « banalité irréfléchie et illogique ». Hamilton décrit ce travail comme une vulgarisation des articles et des livres d'Eysenck critiquant la psychanalyse, et a écrit qu'il n'est « pas vraiment destiné au public académique ». Il critique le récit d'Eysenck sur la thérapie psychanalytique, écrivant qu'il ressemble peu à la thérapie psychanalytique moderne, et écrit qu'Eysenck évalue la psychanalyse en utilisant des preuves expérimentales qui ne sont pas méthodologiquement adéquates, ou qui, dans certains cas, fournissent en fait un faible soutien aux concepts psychanalytiques tels que le refoulement.
Le psychologue Stephen Frosh décrit Déclin et chute de l'empire freudien comme l'un des nombreux livres dans lesquels Eysenck agit comme un « propagandiste » de l'idée selon laquelle la psychanalyse n'est pas scientifique. Il note que Freud n'aurait pas été d'accord avec Eysenck pour dire que la psychanalyse est une question d'« art littéraire » plutôt que de science. Le sociologue Barry Richards a qualifié le livre de « vitriolique » et manquant de sophistication. Le psychologue Malcolm Macmillan note qu'Eysenck est l'un des auteurs qui soutiennent qu'Anna O. souffrait d'une maladie organique. Il observe que ces auteurs fournissent des comptes rendus contradictoires de la maladie dont souffrait Anna O. et fait valoir qu'il est difficile d'établir un diagnostic rétrospectif avec certitude.
L'auteur Richard Webster suggère que Déclin et chute de l'empire freudien contient de nombreuses critiques convaincantes de Freud. Cependant, il critique Eysenck pour avoir accepté sans critique l'argument de Thornton selon lequel la patiente de Breuer, Anna O., souffrait de méningite tuberculeuse. Sybil Eysenck écrit que la « vraie force » de Déclin et chute de l'empire freudien est qu'il « a non seulement jeté le doute sur la psychothérapie et la psychanalyse traditionnelles » mais qu'il a aussi suggéré que la thérapie comportementale pourrait être une alternative, une position à son avis justifiée par des recherches ultérieures. Elle a attribué à son mari un courage considérable dans l'écriture du livre, et l'a identifié comme son préféré parmi ses livres.

## Voir également
- Mensonges freudiens
- Le Freud inconnu
- The Freudian Fallacy

#### Ouvrages
- Hans Eysenck, Déclin et chute de l'empire freudien, Harmondsworth, Penguin Books, 1986 (ISBN 0-14-022562-5)
- Sybil Eysenck, Déclin et chute de l'empire freudien, New Brunswick, Transaction Publishers, 2004 (ISBN 0-7658-0945-1), « Preface to the Transaction Edition »
- Stephen Frosh, The Politics of Psychoanalysis: An Introduction to Freudian and Post-Freudian Theory, Hong Kong, Macmillan Education, 1987 (ISBN 0-333-39613-8)
- Malcolm Macmillan, Freud Evaluated: The Completed Arc, Cambridge, MIT Press, 1997 (ISBN 0-262-63171-7)
- Barry Richards, Images of Freud: Cultural Responses to Psychoanalysis, London, J. M. Dent & Sons, 1989 (ISBN 0-460-02490-6)
- Richard Webster, Why Freud Was Wrong: Sin, Science and Psychoanalysis, Oxford, The Orwell Press, 2005 (ISBN 0-9515922-5-4)

#### Articles
- [Berry 1985] (en) David Berry, « Decline and Fall of the Freudian Empire (Book Review) », New Statesman, vol. 110, no September 6, 1985,‎ 1985
- [Brand 1993] (en) Chris Brand, « Decline and Fall of the Freudian Empire (Book Review) », Behaviour Research and Therapy, vol. 31,‎ janvier 1993 (DOI 10.1016/0005-7967(93)90053-W)
- [Clare 1985] (en) Anthony W. Clare, « Where lies the science? », Nature, vol. 318,‎ 14 novembre 1985, p. 112–113 (DOI 10.1038/318112a0 )
- [Covington 1987] (en) Coline Covington, « Decline and Fall of the Freudian Empire (Book) », Journal of Analytical Psychology, vol. 32, no 2,‎ 1987
- [Hamilton 1986] (en) Vernon Hamilton, « Decline and Fall of the Freudian Empire (Book Review) », British Journal of Psychology, vol. 77,‎ 1986
- [Stone 1994] Michael H. Stone, « Decline and Fall of the Freudian Empire », American Journal of Psychiatry, vol. 151,‎ avril 1994 (DOI 10.1176/ajp.151.4.609)
- [Stuewe 1986] Paul Stuewe, « Decline and Fall of the Freudian Empire (Book Review) », Quill & Quire, vol. 52,‎ janvier 1986
- [Sutherland 1985] (en) Stuart Sutherland, « The Decline and Fall of the Freudian Empire (Book Review) », The Times Higher Education Supplement, no 678,‎ 1985